# Liste de films censurés en France
Pour des articles plus généraux, voir Censure en France et Censure au cinéma.
Le cinéma fait partie des champs dans lesquels la censure s'est exercée en France.

## Liste de films ayant subi des coupes

### Décisions administratives
La Commission de classification pouvait faire dépendre l'obtention du visa d'exploitation de coupes. Cette disposition, tombée en désuétude, fut abrogée en 1990.
| Titres              | Année | Passages coupés | Commentaires |
| ------------------- | ----- | --- | --- |
| La Boue             | 1921  | | Après coupes, remonté sous le titre Fièvre à la demande de la Commission.                                                          |
| Les Temps modernes  | 1936  | Charlot tenant un drapeau rouge,. | |
| L'Auberge rouge     | 1951  | « Qu'est-ce qu'un gendarme... Rien... un grain de poussière (…) Deux grains de poussière... » remplacé par « Qu'est-ce que c'est, un gendarme, dans l'immense, dans le gigantesque appareil de la société ! Le gendarme, il ne fait qu'arrêter les personnes » sur proposition de la Commission de contrôle,. | |
| Nuit et Brouillard  | 1956  | Le képi d'un gendarme français est recouvert par une poutre,. | Alain Resnais du recouvrir ce képi sous peine de voir les dix dernières minutes de son film coupées par la Commission de contrôle. |
| À bout de souffle   | 1959  | Suppression du portrait de De Gaulle dans une corbeille. | |
| Mister Freedom      | 1968  | Interdit aux moins de 13 ans l'année suivante sous réserve de coupes,. | La Commission à demandé le report du visa pour éviter l'évocation des évènements de Mai 68.                                        |
| Un condé            | 1970  | 18 minutes coupées à la demande de Raymond Marcellin, correspondant aux scènes représentant des brutalités policières | |
| Flavia la défroquée | 1979  | 15 minutes furent coupées afin d'obtenir le visa d'exploitation,. | |
| Caligula            | 1980  | 25 minutes coupées afin d'échapper à un classement X,. | |

### Décisions judiciaires
| Titres                            | Année | Passages coupés | Commentaires                                          |
| --------------------------------- | ----- | --- | ----------------------------------------------------- |
| Le Juge Fayard dit « le Shériff » | 1977  | À la suite d'une plainte du Service d'action civique pour diffamation, un tribunal ordonne la suppression des 16 mentions au SAC dans les dialogues du film. Le nom du député Chalabert, qui pouvait rappeler Albin Chalandon, est également changé,. | Passages originaux rétablis après dissolution du SAC. |
| Mesrine                           | 1985  | Suppression de noms de personnes ayant été séquestrées par Jacques Mesrine. Une autre requête portait sur la suppression de scènes impliquant Sylvia Jeanjacquot                                                                                      |                                                       |

## Liste de films ayant subi des interdictions ou des restrictions administratives

### Interdictions par le gouvernement
| Titres | Organisme                            | Année | Notes |
| --- | ------------------------------------ | ----- | --- |
| Film de la quadruple exécution de la Bande Pollet à Béthune                                                       | Ministère de l'Intérieur             | 1909  | Ayant appris que Pathé voulait filmer l'exécution, Clemenceau envoya une circulaire aux préfets pour faire interdire la projection de films de cette nature. |
| Li-Hang le cruel                                                                                                  | Ministère des Affaires étrangères    | 1920  | Avait initialement reçu un visa d'exploitation avant d'être interdit sur demande du Quai d'Orsay et de l'ambassadeur de Chine,. Sera de nouveau autorisé en 1923. |
| Interdiction générale des films de provenance soviétique, allemande ou pouvant démoraliser l'arrière et la troupe | Commissariat général à l'information | 1939  | Circulaire de Jean Giraudoux aux préfets,. En application de cette circulaire, à la date du 9 janvier 1940, 76 films sont interdits, dont : Justin de Marseille, À l’ouest rien de nouveau, La Grande Illusion, Les Bas-Fonds, La Garnison amoureuse, La Châtelaine du Liban, La Loi du milieu, Chéribibi, Le Maudit, Club de femmes, Le Mouchard, Les Dégourdis de la 11e, L’École du crime, Quai des brumes, Fräulein Doktor, Quatre de l’infanterie, J’accuse, Le Train de 8 h 47, J’arrose mes galons, La Tragédie de la mine. L’interdiction sera levée en mars 1940, moyennant coupures, sur : Le Veau gras, Trois Artilleurs au pensionnat, La Bête humaine, La Règle du jeu, Hôtel du Nord, La Maison du Maltais, Le Rosier de Mme Husson, L’Équipage. |
| Les Sentiers de la gloire                                                                                         | Ministère des Affaires étrangères    | 1957  | Il n'y a pas eu de demande de visa avant 1972, le distributeur craignant un refus,. La diplomatie française fait pression sur la Belgique et la Suisse pour que ce film soit interdit dans ces pays. Visa d'exploitation obtenu en 1975. |

### Interdictions par un préfet
Un préfet peut, pour maintenir l'ordre public dans son département, interdire un film dans son département.
| Titres                                                                    | Départements    | Année | Notes |
| ------------------------------------------------------------------------- | --------------- | ----- | --- |
| Interdiction générale des films policiers ou jugés scandaleux ou immoraux | Basses-Pyrénées | 1917  | Mesure prise en mars contre . |
| Mœurs et coutumes de l'Eupenlicus (Jean Poiret et Michel Serrault)        | Plusieurs       | 1958  | Titre alternatif: Mœurs et coutumes des opalicus. Parodie des actualités cinématographiques de l'année, ou « l'Eupenlicus » (prononcé Eupalicus) représente les Français en général, et « l'Eupenlicus géant » ou « le grand Eupenlicus » leur président, le général de Gaulle. Saisie des négatifs par la police pour atteinte à la sureté de l’État. |
| Fedayin                                                                   | Bas-Rhin        | 2023  | Diffusion du 12 octobre à Strasbourg interdite par le préfet pour troubles à l'ordre public,. |
| Général Soleimani, héros et martyr de la résistance                       | Alpes-Maritimes | 2024  | Diffusion en avant-première le 26 janvier 2024 à Nice interdite par le préfet pour troubles à l’ordre public. |

### Interdictions par un maire
Comme les préfets, les maires peuvent faire interdire des films sur le territoire municipal au nom de leurs pouvoirs de police; à Paris, c'est le Préfet de Police qui exerce ce pouvoir,,,,.
| Titres | Commune                                          | Année       | Notes |
| --- | ------------------------------------------------ | ----------- | --- |
| Interdiction générale des films contenant « des scènes de banditisme et d'anarchie »                                                   | Bordeaux                                         | 1912        | Arrêté du 17 juin 1912. |
| Interdiction générale des films policiers                                                                                              | Caen                                             | 1917        | Mesure prise en février contre les « films représentant la préparation ou la perpétration d'actes criminels ou délictueux et généralement la projection de tout film dit “policier” ». |
| Le Feu dans la peau, Avant le déluge, Au diable la vertu, La Rage au corps, La neige était sale, Un été avec Monika et Le Blé en herbe | Nice                                             | 1954        | Le maire a motivé ces interdictions par «la vague d'immoralité qui a déferlé sur la ville de Nice au début de l'année 1954.» Dans l’arrêt Les Films Lutétia, le Conseil d'État a jugé que les maires pouvaient interdire des films jugés immoraux si des circonstances locales l'exigeaient,. |
| Les Régates de San Francisco | Nantes, Le Mans                                  | 1960        | Arrêt pris au Mans au lendemain d'une manifestation de l'Union nationale des associations familiales le 4 janvier 1961. Décisions cassées pour excès de pouvoir. |
| La Main chaude | Nice                                             | 1960        | Arrêté du 2 mars 1960,. |
| Les Liaisons dangereuses 1960 | Senlis, Dijon, Nice, etc.                        | 1960        | Dans onze arrêts d'assemblée, des facteurs tels que l'existence de nombreux établissements scolaires ou de protestations locales ont influencé le Conseil d’État pour valider ou non ces décisions.                                                                                           |
| La Jument verte | Cosnes, Versailles                               | 1960        | Interdiction admise pour Versailles mais pas pour Cosnes. |
| Le Vent des Aurès | Nice                                             | 1969        | |
| Interdiction générale des films « à caractère érotique, pornographique ou licencieux»                                                  | Saint-Quentin                                    | années 1970 | Décision annulée pour excès de pouvoir,. |
| Interdiction générale des films pornographiques                                                                                        | Tours                                            | 1971        | Le maire Jean Royer établit un bureau de censure municipal pour faire interdire les films à caractère pornographique,. |
| Le Dernier Tango à Paris | Angers                                           | 1972        | Interdit par le procureur; un jour après, fut autorisé après que la compagnie distributrice, sur demande du directeur de la salle, ait fait pression sur les autorités, |
| Le Pull-over rouge | Aix-en-Provence et Salon-de-Provence             | 1979        | Interdictions cassées par le Conseil d’État,. |
| Basic Instinct | Les Herbiers                                     | 1992        | La maire Jeanne Briand qualifia ce film d'«apologie du crime et de la violence, qui exacerbe des pulsions qui peuvent conduire au viol »,. |
| Creed 3 | Cogolin                                          | 2023        | Troubles à l'ordre public. |
| Silenced | Lannion, Saint-Brieuc, Lorient, Castelnau-le-Lez | 2025        | Incitation à la haine raciale,. |

### Report de sorties pour cause de procès
La Commission de contrôle pouvait reporter la sortie d'un film s'il traitait d'une affaire non encore jugée définitivement.
| Titres           | Année | Affaire criminelle | Notes |
| ---------------- | ----- | --- | --- |
| L'Imprévu        |       | Enlèvement d'Éric Peugeot le 12 avril 1960 par Raymond Rolland et Pierre-Marie Larcher. | Film jugé trop proche de l'affaire selon la Commission. Rolland et Larcher condamnés à 20 ans de réclusion. |
| Les Noces rouges | 1971  | Affaire des amants diaboliques de Bourganeuf : le 24 février 1970, René Balaire est tué par son épouse Yvette Balaire et Bernard Cousty, l'amant de celle-ci et assassin de sa propre épouse. | Sortie reportée de 15 jours pour ne pas tomber en plein procès d'assises. Bernard Cousty est condamné à mort et Yvette à 10 ans pour complicité. Dernier cas de report par voie administrative de la sortie d'un film pour cause de procès pénal. |

### Interdictions pendant la Seconde Guerre mondiale

#### Interdictions pendant l'Occupation
| Mesures                                                                                | Titres | Date             | Zone géographique | Organisme ayant demandé l'interdiction | Détails |
| -------------------------------------------------------------------------------------- | --- | ---------------- | ----------------- | -------------------------------------- | --- |
| Interdiction générale des films anglo-saxons où de ceux dans lesquels jouent des juifs | | 9 septembre 1940 | Zone occupée      |                                        | |
| Interdiction générale des « films d’incitation à la haine contre l’Allemagne »         | 78 titres (57 américains, 15 français et 6 britanniques) tels que Ceux qui veillent (Gaston Schoukens, 1939), Entente cordiale (Marcel L’Herbier, 1939), L’équipage, Fraülein Doktor (Mademoiselle Docteur, G.W. Pabst) et La grande illusion, | 6 octobre 1940   |                   | Commission allemande d’armistice       | Jean-Louis Tixier-Vignancour, avocat et représentant du Parti populaire français de Jacques Doriot à Vichy, responsable de la censure dans le cinéma, confirme l’application de cette mesure. |
| Interdiction générale des films britanniques et américains                             | | 21 mai 1941      | Zone occupée      | Administration militaire allemande     | , |
| Interdiction générale des films britanniques et américains                             | | 15 octobre 1942  | Zone libre        | Régime de Vichy                        | , |
| Interdiction générale des films réalisés avant le 1er octobre 1937                     | | 25 mai 1941      | Zone occupée      | Administration militaire allemande     | Le but de la mesure était de récupérer les bandes pour en extraire l'argent et la cellulose pour l'effort de guerre de l'Allemagne nazie,.                                                    |

#### Interdictions à la Libération
| Titres                                                           | Date | Notes |
| ---------------------------------------------------------------- | ---- | --- |
| Interdiction générale des films allemands, italiens et japonais  |      | |
| Interdiction générale des films de propagande pro-Vichy ou nazie |      | Des copies des films Le Juif Süss, Forces occultes et Les corrupteurs sont détenues dans les archives du CNC et ne peuvent être projetées que sur autorisation du Ministère de l'Intérieur,. |
| Interdiction de films "suspects" de la Continental               |      | Concerne les titres Le Corbeau, Les Inconnus dans la maison et La Vie de plaisir, |

## Liste de films ayant subi des interdictions par voie judiciaire
Un film peut être interdit à la suite d'une procédure judiciaire en cas de violation de la loi.

### Pénal
| Titre       | Réalisateur  | Année | Motif                    | Tribunal                                    | Suites | Notes                                             |
| ----------- | ------------ | ----- | ------------------------ | ------------------------------------------- | --- | ------------------------------------------------- |
| L'Essayeuse | Serge Korber | 1976  | Outrage aux bonnes mœurs | 17e chambre du tribunal judiciaire de Paris | Réalisateur et acteurs condamnés à payer des amendes. Sur demande des parties civiles, destruction des négatifs par le feu au lieu de leur envoi à l'Enfer de la Bibliothèque nationale. Bien que le film soit détenteur d'un visa d'exploitation (44432) et classé X pour pornographie, la cour a jugé qu'un visa d'exploitation ne constituait pas un fait justificatif,. Jugement confirmé en 1979; cependant, la légalité des films pornographiques est confirmée,. | Première destruction de film depuis l'Occupation. |

### Civil
| Titre             | Réalisateur    | Année | Motif                                                            | Tribunal                                    | Suites | Notes                                                                                |
| ----------------- | -------------- | ----- | ---------------------------------------------------------------- | ------------------------------------------- | --- | ------------------------------------------------------------------------------------ |
| Carmen Jones      | Otto Preminger | 1954  | Violation des droits moraux d' Henri Meilhac et Ludovic Halévy,. |                                             | Le film ne sortit en France qu'en 1981. |                                                                                      |
| Intime Conviction | Rémy Burkel    | 2014  | Atteinte à la vie privée du Dr Jean-Louis Muller.                | Tribunal de grande instance de Paris        | Référé interdisant la diffusion du programme par Arte le 27 février 2014. Interdiction de diffusion confirmée le 5 novembre,. La fermeture de la plate-forme interactive sur laquelle les téléspectateurs pouvaient voter sur la culpabilité du personnage a également été ordonnée,. | Le Dr Muller avait été acquitté en 2013 du meurtre de sa femme Béatrice.             |
| Le Mur            | Dieudonné      | 2015  | Incitation à la haine raciale                                    | 17e chambre du tribunal judiciaire de Paris | DVD du spectacle interdit à la vente,. Payement de dommages-intérêts à la Licra. | Le spectacle Le Mur avait également été interdit pour atteinte à la dignité humaine. |

## Films ayant subi des restrictions géographiques

### Interdictions d'exportation
La dernière interdiction d'exportation fut prononcée à l'égard d'Exhibition 2 en 1976; ce film fut également frappé d'interdiction d'exploitation. Le visa d'exportation disparait finalement le 12 juillet 2001 en tant qu'entité séparée du visa d'exploitation.
| Film                                                | Réalisateur    | Année | Notes |
| --------------------------------------------------- | -------------- | ----- | --- |
| Ils étaient cinq                                    | Jack Pinoteau  | 1951  | En 1951, exportation autorisée pour le Danemark, la Finlande, la Suède, la Norvège, l'Amérique du Sud, le Royaume-Uni et les États-Unis.            |
| La Nuit des traqués,                                | Bernard Roland | 1959  | |
| Les Liaisons dangereuses 1960                       | Roger Vadim    | 1960  | Interdiction d'exportation levée en 1961 pour l'Europe et l'Amérique du Nord.                                                                       |
| Ève et les bonnes pommes                            | Claude Sendron | 1965  | Interdit d'exportation par Jean d'Ormesson en raison « du peu d’intérêt d’accréditer à l’étranger l’idée que la France est le paradis du nudisme ». |
| On vous parle d’Amérique latine : le message du Che | Paul Bourron   | 1968  | Court-métrage interdit d'exportation pour incitation à la rébellion. Interdit également en Outre-mer,.                                              |

### Interdictions de projection dans les colonies et en outre-mer
| Film                                       | Réalisateur        | Année | Notes                                                         |
| ------------------------------------------ | ------------------ | ----- | ------------------------------------------------------------- |
| Tamango                                    | John Berry         | 1958  | L'interdiction en AOF et AEF, puis en Algérie fit polémique,. |
| Loin du Vietnam                            | Chris Marker       | 1967  | Thème jugé inopportun en outre-mer,.                          |
| Le Guérillero et celui qui n’y croyait pas | Antoine d'Ormesson | 1968  | Thème jugé inopportun en outre-mer.                           |

## Films dont les visas d'exploitations ont été annulés par voie judiciaire
La décision d'accorder ou non un visa d'exploitation est un acte administratif qu'on peut attaquer devant les tribunaux administratifs.
L'association Promouvoir est responsable de la plupart de ces annulations.
| Film                    | Classification originelle                       | Juridiction                                            | Date              | Origine              | Classification finale        | Commentaires |
| ----------------------- | ----------------------------------------------- | ------------------------------------------------------ | ----------------- | -------------------- | ---------------------------- | --- |
| Baise-moi               | Interdit aux moins de 16 ans avec avertissement | Conseil d'État                                         | 30 juin 2000      | Promouvoir           | Interdit aux mineurs         | Rétablissement de l'interdiction aux mineurs hors classement X.                                                  |
| Ken Park                | Interdit aux moins de 16 ans                    | Conseil d'État                                         | 4 février 2004    | Promouvoir           | Interdit aux mineurs         | |
| Antichrist              | Interdit aux moins de 16 ans                    | Conseil d'État et Cour administrative d'appel de Paris | 2 février 2016    | Promouvoir           | Interdit aux mineurs.        | Visa annulé plusieurs fois pour absence de motivation et erreur manifeste d'appréciation.                        |
| Saw 3D : Chapitre final | Interdit aux moins de 16 ans                    | Conseil d'État                                         | 1er juin 2015     | Promouvoir           | Interdit aux mineurs         | |
| La Vie d'Adèle          | Interdit aux moins de 12 ans                    | Cour administrative d'appel de Paris                   | 8 décembre 2015   | Promouvoir           | Interdit aux moins de 12 ans | Jugement annulé le 28 septembre 2016 après un recours du Ministère devant le Conseil d'État.                     |
| Love                    | Interdit aux moins de 16 ans avec avertissement | Conseil d'État                                         | 30 septembre 2015 | Promouvoir           | Interdit aux mineurs         | |
| Salafistes              | Interdit aux mineurs avec avertissement         | Tribunal administratif de Paris                        | 5 avril 2019      | Société Margo Cinéma | Interdit aux mineurs         | La société de production avait voulu annuler l'interdiction aux mineurs, préjudiciable à l'exploitation du film. |

## Films classés X pour pornographie ou incitation à la violence
Le classement d'un film en tant que film pornographique ou d'incitation à la violence, qu'on appelle classement X dans le langage courant, entraine plusieurs conséquences telles qu'une fiscalité alourdie, une privation de toute subvention du CNC, que ce soit pour ces films ou pour les salles les projetant, ainsi qu'une restriction à des salles spécialisées dans le cas des films pornographiques,.

## Films s'étant vu refuser un visa d'exploitation par la Commission de classification

### Contexte légal
La projection d'un film en France est subordonnée à l'obtention d'un visa d'exploitation de la part du ministre de la culture sur avis de la Commission de classification des œuvres cinématographiques (avant 1990, "de contrôle").
Bien qu'un visa exploitation puisse n'être refusé, depuis 2009, que pour des raisons tenant à la protection de la jeunesse ou bien au respect de la dignité humaine, d'autres raisons dans le passé ont été invoquées pour refuser un visa d'exploitation,.
Les derniers films à s’être vu refuser des visas d'exploitation furent six films soumis à la Commission en 1979 (L'Opale de feu, La Secte qui tue (en), L’Homme d'Hollywood (en), L'Enfer des zombies, Opération Jaguar et Maison pour SS); l'année suivante, en 1980, des décisions de maintien d'interdiction totale d'exploitation furent prises pour trois films déjà interdits auparavant (Né pour l'enfer, Maison pour SS et La grande peur).

### Années 1910

#### 1916
En 1916, cent quarante-cinq titres ne reçurent pas de visa d’exploitation.
| Titre                  | Titre original        | Réalisateur    | Pays       | Visa  | Destin éventuel                                                                                         | Notes                              |
| ---------------------- | --------------------- | -------------- | ---------- | ----- | --- | ---------------------------------- |
| Naissance d'une nation | The Birth of a Nation | D. W. Griffith | États-Unis | 38038 | Autorisé à la fin de la guerre De nouveau temporaitement interdit par Raymond Poincaré le 19 août 1923, | Interdit pour violence et racisme. |

| Titre             | Titre original | Réalisateur    | Pays   | Visa | Destin éventuel  | Notes |
| ----------------- | -------------- | -------------- | ------ | ---- | ---------------- | ----- |
| L'Affaire Dreyfus |                | Georges Méliès | France |      | Autorisé en 1950 |       |

#### 1917
| Titre       | Titre original                                   | Réalisateur    | Pays       | Visa  | Destin éventuel  | Notes                                                                                               |
| ----------- | ------------------------------------------------ | -------------- | ---------- | ----- | ---------------- | --------------------------------------------------------------------------------------------------- |
| Intolérance | Intolerance: Love's Struggle Throughout the Ages | D. W. Griffith | États-Unis | 91487 | Autorisé en 1919 | Interdit pour avoir montré les Guerres de Religion, thème jugé inacceptable en pleine Union sacrée. |

### Années 1920

#### 1923
| Titre       | Titre original | Réalisateur      | Pays   | Visa | Destin éventuel                                                           | Notes |
| ----------- | -------------- | ---------------- | ------ | ---- | ------------------------------------------------------------------------- | --- |
| La Garçonne |                | Armand Du Plessy | France |      | Autorisé par la suite. Interdit de nouveau sous Vichy le 11 janvier 1941. | Interdit pour immoralité,. Malgré plusieurs démarches des Affaires étrangères, le film sera exploité en Belgique et en Suisse. |

#### 1925
| Titre                 | Titre original                                      | Réalisateur        | Pays             | Visa  | Destin éventuel               | Notes                                 |
| --------------------- | --------------------------------------------------- | ------------------ | ---------------- | ----- | ----------------------------- | ------------------------------------- |
| Le Cuirassé Potemkine | Броненосец «Потёмкин» (Bronenossets « Potiomkine ») | Sergueï Eisenstein | Union soviétique | 10852 | Autorisé tous publics en 1953 | Interdit pour propagande communiste,. |

### Années 1930

#### 1930
| Titre      | Titre original | Réalisateur | Pays   | Visa  | Destin éventuel               | Notes                         |
| ---------- | -------------- | ----------- | ------ | ----- | ----------------------------- | ----------------------------- |
| L'Âge d'or |                | Luis Buñuel | France | 47613 | Autorisé tous publics en 1981 | Interdit le 12 décembre 1930, |

#### 1933
| Titre            | Titre original | Réalisateur | Pays   | Visa | Destin éventuel               | Notes                               |
| ---------------- | -------------- | ----------- | ------ | ---- | ----------------------------- | ----------------------------------- |
| Zéro de conduite |                | Jean Vigo   | France | 1808 | Autorisé tous publics en 1945 | Interdit pour outrage à l'autorité. |

#### 1936
| Titre             | Titre original | Réalisateur | Pays   | Visa  | Destin éventuel    | Notes |
| ----------------- | -------------- | ----------- | ------ | ----- | ------------------ | ----- |
| La vie est à nous |                | Jean Renoir | France | 36003 | Autorisé en 1969,. |       |

### Années 1950

#### 1950
| Titre      | Titre original | Réalisateur  | Pays   | Visa | Destin éventuel | Notes                                        |
| ---------- | -------------- | ------------ | ------ | ---- | --------------- | -------------------------------------------- |
| Afrique 50 |                | René Vautier | France |      |                 | Projeté à la Cinémathèque française en 1966. |

#### 1952
| Titre         | Titre original | Réalisateur       | Pays   | Visa  | Destin éventuel | Notes                                                                                       |
| ------------- | -------------- | ----------------- | ------ | ----- | --------------- | ------------------------------------------------------------------------------------------- |
| L'Anticoncept |                | Gil Joseph Wolman | France | 12671 |                 | Interdit le 2 avril 1952. L'avis de la Commission contenait simplement le mot « interdit ». |

#### 1954
| Titre   | Titre original | Réalisateur  | Pays            | Visa  | Destin éventuel | Notes |
| ------- | -------------- | ------------ | --------------- | ----- | --- | ----- |
| Bel-Ami |                | Louis Daquin | France Autriche | 16266 | Autorisé tous publics en 1955 après vingt-cinq coupes; interdit en outre-mer jusqu'en 1957. Version non coupée sortie en 1981. |       |

#### 1955
| Titre                    | Titre original | Réalisateur  | Pays   | Visa  | Destin éventuel       | Notes                                     |
| ------------------------ | -------------- | ------------ | ------ | ----- | --------------------- | ----------------------------------------- |
| Le Rendez-vous des quais |                | Paul Carpita | France | 56735 | Tous publics en 1989. | Interdit pour troubles à l'ordre public,. |

#### 1957
| Titre                     | Titre original | Réalisateurs                                    | Pays   | Visa  | Destin éventuel               | Notes |
| ------------------------- | -------------- | ----------------------------------------------- | ------ | ----- | ----------------------------- | ----- |
| Les statues meurent aussi |                | Chris Marker, Alain Resnais et Ghislain Cloquet | France | 13848 | Autorisé tous publics en 1964 |       |

### Années 1960

#### Statistiques
Films interdits entre 1957 et 1967 qui l'étaient encore au 31 décembre.
Le graphique qui aurait dû être présenté ici ne peut pas être affiché car il utilise l'ancienne extension Graph, désactivée pour des questions de sécurité. Des indications pour créer un nouveau graphique avec la nouvelle extension Chart sont disponibles ici.

#### 1960
| Titre           | Titre original | Réalisateur           | Pays                 | Visa  | Destin éventuel               | Notes                                                                  |
| --------------- | -------------- | --------------------- | -------------------- | ----- | ----------------------------- | ---------------------------------------------------------------------- |
| Le Petit Soldat |                | Jean-Luc Godard       | France               | 22965 | Autorisé tous publics en 1963 | Interdit pour outrage à l'armée                                        |
| Moranbong       |                | Claude-Jean Bonnardot | France Corée du Nord | 22998 | Autorisé tous publics en 1964 | Interdit pour propagande étrangère,. Également interdit d'exportation. |

#### 1961
| Titre              | Titre original | Réalisateur        | Pays   | Visa  | Destin éventuel               | Notes                           |
| ------------------ | -------------- | ------------------ | ------ | ----- | ----------------------------- | ------------------------------- |
| Tu ne tueras point |                | Claude Autant-Lara | France | 27673 | Autorisé tous publics en 1963 | Interdit pour outrage à l'armée |

| Titre                | Titre original | Réalisateur     | Pays   | Visa  | Destin éventuel               | Notes                                |
| -------------------- | -------------- | --------------- | ------ | ----- | ----------------------------- | ------------------------------------ |
| Secteur postal 89098 |                | Philippe Durand | France | 24839 |                               | Interdit pour outrage à l'armée,.    |
| Cuba si              |                | Chris Marker    | France | 25119 | Autorisé tous publics en 1962 | Interdit pour propagande étrangère,. |

#### 1962
| Titre           | Titre original | Réalisateur     | Pays   | Visa  | Destin éventuel  | Notes |
| --------------- | -------------- | --------------- | ------ | ----- | ---------------- | ----- |
| Octobre à Paris |                | Jacques Panijel | France | 71211 | Autorisé en 1973 |       |

#### 1963
| Titre               | Titre original | Réalisateur   | Pays   | Visa  | Destin éventuel | Notes                           |
| ------------------- | -------------- | ------------- | ------ | ----- | --------------- | ------------------------------- |
| Bon pour le service |                | Édouard Luntz | France | 26207 |                 | Interdit pour outrage à l'armée |

#### 1966
| Titre                                     | Titre original | Réalisateur      | Pays   | Visa  | Destin éventuel                                                                                      | Notes                                                                                    |
| ----------------------------------------- | -------------- | ---------------- | ------ | ----- | --- | ---------------------------------------------------------------------------------------- |
| Suzanne Simonin, la Religieuse de Diderot |                | Jacques Rivette  | France | 30828 | Interdit aux mineurs en 1967. Décision originelle d'interdiction annulée pour vice de forme en 1975. | Interdit pour outrage à la religion catholique,. Fut également interdit à l'exportation. |
| La Bataille d'Alger                       |                | Gillo Pontecorvo | France | 37251 | Interdit aux mineurs de 13 ans en 1970.                                                              |                                                                                          |
| Joë Caligula, du suif chez les dabes      |                | José Bénazéraf   | France | 31907 | Interdit aux mineurs en 1969 après coupes.                                                           | Interdit pour immoralité,.                                                               |

| Titre         | Titre original | Réalisateur         | Pays   | Visa  | Destin éventuel | Notes                                                |
| ------------- | -------------- | ------------------- | ------ | ----- | --------------- | ---------------------------------------------------- |
| Madame Jeanne |                | Jacques-André Bizet | France | 31803 |                 | Interdit pour évocation des "évènements d'Algérie",. |

#### 1967
En 1967, 10 longs-métrages, dont deux français, furent frappés d'interdiction totale; 5 courts-métrages, dont deux français, furent également interdits,.
| Titre                                   | Titre original        | Réalisateur            | Pays       | Visa  | Destin éventuel                                     | Notes                                                                                   |
| --------------------------------------- | --------------------- | ---------------------- | ---------- | ----- | --------------------------------------------------- | --------------------------------------------------------------------------------------- |
| 2000 Maniaques                          | Two Thousand Maniacs! | Herschell Gordon Lewis | États-Unis |       |                                                     |                                                                                         |
| Orgie sanglante                         | Blood Feast           | Herschell Gordon Lewis | États-Unis |       |                                                     |                                                                                         |
| Happening                               |                       | Marc Boureau           | France     | 32348 | Interdit aux mineurs en 1981                        | Interdit le 4 aout 1967 pour avoir évoqué le néonazisme d'une manière jugée inadéquate. |
| Les Teenagers, jeunes fauves en liberté |                       | Pierre Roustang        | France     | 32211 | Interdit aux mineurs le 23 avril 1968 après coupes. | Interdit le 14 décembre 1967 pour immoralité.                                           |

| Titre                        | Titre original | Réalisateur      | Pays   | Visa  | Destin éventuel               | Notes |
| ---------------------------- | -------------- | ---------------- | ------ | ----- | ----------------------------- | --- |
| Tristesse des anthropophages |                | Jean-Denis Bonan | France | 32386 | Autorisé tous publics en 2014 | Frappé d'interdiction totale et d'interdiction à l'exportation en janvier 1967 pour « scènes érotiques extrêmement poussées et dialogues scatologiques et obscènes ». |

#### 1968
En 1968, 12 longs métrages, tous étrangers, furent interdits.
| Titre                                | Titre original                              | Réalisateur                           | Pays                 | Visa  | Destin éventuel | Notes                                        |
| ------------------------------------ | ------------------------------------------- | ------------------------------------- | -------------------- | ----- | --- | -------------------------------------------- |
| Hollywood USA (en)                   | Mondo Hollywood                             | Robert Carl Cohen                     | États-Unis           | 40315 | Tous publics en 1973 | Interdit pour immoralité,                    |
| Carmen Baby (en)                     | Carmen, Baby                                | Radley Metzger                        | États-Unis           | 34465 | Autorisé en 1969 sous réserve de coupures, d'une interdiction aux mineurs et d'une sortie en version originale. Interdit aux mineurs en 1970 en version doublée. | Interdit pour immoralité.                    |
| Le sang est plus rouge que le soleil | 血は太陽よりも赤い (Chi wa taiyō yori akai) | Kōji Wakamatsu                        | Japon                |       | | Interdit pour immoralité.                    |
| Psychédélissimo                      |                                             | Christian Mesnil                      | Belgique             | 34643 | | Titre alternatif: Amours délicieuses         |
| Mon nom est femme                    |                                             | Gilbert Wolmark et Alexis Klémentieff | Luxembourg           | 33869 | | Interdit pour immoralité le 22 février 1968. |
| Le Marché noir de l’amour (de)       | Schwarzer markt der liebe                   | Ernst Hofbauer                        | Allemagne de l'Ouest |       | | Interdit pour immoralité.                    |

#### 1969
| Titre                 | Titre original | Réalisateur   | Pays   | Visa  | Destin éventuel              | Notes                  |
| --------------------- | -------------- | ------------- | ------ | ----- | ---------------------------- | ---------------------- |
| La Question ordinaire |                | Claude Miller | France | 35749 | Interdit aux mineurs en 1973 | Interdit pour sadisme. |

### Années 1970

#### 1970
13 longs-métrages furent frappés d'interdiction totale en 1970.
| Titre                             | Titre original                | Réalisateur           | Pays                 | Visa  | Destin éventuel                                                                                                | Notes                                                               |
| --------------------------------- | ----------------------------- | --------------------- | -------------------- | ----- | --- | ------------------------------------------------------------------- |
| La Philosophie dans le boudoir    |                               | Jacques Scandelari    | France               | 35831 | Autorisé à l'exportation (hors DOM-TOM) en juillet 1970 après coupes. Interdit aux mineurs le 22 février 1971. | Interdit pour sadisme le 24 juillet 1970. Titre alternatif: Sade 76 |
| Les aventures sexy de Lady Godiva | Lady Godiva Rides             | Stephen C. Apostolof  | États-Unis           | 36847 | |                                                                     |
| Paris interdit                    |                               | Jean-Louis van Belle  | Belgique             | 36259 | |                                                                     |
| Le sex-business (de)              | Sex-Business - made in Pasing | Hans-Jürgen Syberberg | Allemagne de l'Ouest |       | |                                                                     |

#### 1971
À l'issue de l'année 1971, 15 interdictions totales envers des longs-métrages ont été prononcées et maintenues.
| Titre                                  | Titre original                                 | Réalisateur         | Pays                 | Visa  | Destin éventuel                            | Notes                                       |
| -------------------------------------- | ---------------------------------------------- | ------------------- | -------------------- | ----- | ------------------------------------------ | ------------------------------------------- |
| Viva la muerte                         |                                                | Fernando Arrabal    | Tunisie France       | 37653 | Interdit aux moins de 13 ans en 1981,      | Interdit pour violence à 18 voix contre 4.  |
| Mais ne nous délivrez pas du mal       |                                                | Joël Séria          | France               | 37779 | Interdit aux mineurs en 1972.              | Interdit pour immoralité                    |
| Trash                                  | Trash                                          | Paul Morrissey      | États-Unis           | 40007 | Interdit aux mineurs en 1972 après coupes. | Interdit le 7 octobre 1971 pour immoralité. |
| Brigade Anti-Sex                       |                                                | Henri Xhonneux      | Belgique             | 37414 |                                            |                                             |
| Comment le désir vient aux filles (de) | Josefine Mutzenbacher II – Meine 365 Liebhaber | Kurt Nachmann       | Allemagne de l'Ouest | 42841 |                                            | Titre alternatif: Un homme par jour         |
| Dandy                                  | Dandy                                          | R. Charleton Wilson | États-Unis           | 38920 |                                            |                                             |

#### 1972
| Titre                           | Titre original                | Réalisateur        | Pays       | Visa  | Destin éventuel                    | Notes                                            |
| ------------------------------- | ----------------------------- | ------------------ | ---------- | ----- | ---------------------------------- | ------------------------------------------------ |
| Le sexe à l’envers              |                               | Santiago Riszo     | Italie     | 40263 |                                    |                                                  |
| Les Rêves érotiques de Casanova | The exotic dreams of Casanova | Dwayne Avery       | États-Unis | 39686 |                                    |                                                  |
| Dracula, ce vieux cochon        | Dracula (the Dirty Old Man)   | William Edwards    | États-Unis | 38841 | Interdit aux mineurs en 1973       | Titre alternatif:Les derniers outrages           |
| Le Camp spécial no 7            | Love Camp 7                   | Lee Frost (en)     | États-Unis | 38391 | Interdit aux mineurs en 1979       | Titre alternatif: Femmes à hommes                |
| L’enfer des filles soumises     | The Godson                    | William Rotsler    | États-Unis | 41902 | Interdit aux mineurs en 1973       | Titre alternatif: Les filles soumises au plaisir |
| Général massacre                |                               | Herman Wuyst       | Belgique   | 39617 | Interdit aux mineurs en 1973       |                                                  |
| Porno Baby                      | Porno Baby                    | Erwin C. Dietrich  | Suisse     | 39500 |                                    |                                                  |
| Le Sexe en délire               | Delirio caldo                 | Renato Polselli    | Italie     | 45228 | Classé X pour pornographie en 1975 | Titre alternatif: Au-delà du désir               |
| Jennifer mon amour              | Jennifer on my mind           | Noel Black         | États-Unis | 39695 |                                    | Interdit pour incitation à la toxicomanie.       |
| Le Sang                         |                               | Jean-Daniel Pollet | France     | 38861 | Interdit aux mineurs en 1973.      | Interdit pour violence le 7 novembre 1972.       |

#### 1973
| Titre                                                      | Titre original                                        | Réalisateur                          | Pays                 | Visa  | Destin éventuel                                                      | Notes |
| ---------------------------------------------------------- | ----------------------------------------------------- | ------------------------------------ | -------------------- | ----- | -------------------------------------------------------------------- | --- |
| Histoires d’A                                              |                                                       | Charles Belmont et Marielle Issartel | France               | 41828 | Interdit aux mineurs en 1974                                         | Interdit le 22 novembre 1973 pour provocation à l'avortement,. Film également interdit à l’exportation, bien qu'il ait été distribué en Algérie, Belgique, Espagne et RFA malgré des pressions diplomatiques françaises. |
| La comtesse perverse                                       |                                                       | Jesús Franco                         | France               | 41408 | Interdit aux mineurs en 1974 puis classé X pour pornographie en 1976 | Titre alternatif: Les Croqueuses |
| Non, je suis encore vierge                                 | No... sono vergine!!                                  | Cesare Mancini                       | Italie               | 40717 | Interdit aux mineurs en 1975                                         | |
| Déviation                                                  |                                                       | José Ramón Larraz                    | Danemark             | 45227 | Interdit aux mineurs en 1975                                         | Titre alternatif: Déviation sexuelle |
| Blue Money (en)                                            | Blue Money                                            | Alain Patrick                        | États-Unis           | 41010 | Interdit aux mineurs en 1975 puis classé X pour pornographie en 1976 | Titre alternatif: Sexe dangereux |
| Traumatismes sexuels                                       | Does Size really counts                               | Charles Hirsch                       | États-Unis           | 41355 | Interdit aux mineurs en 1975 puis classé X pour pornographie en 1976 | Titre alternatif: Les perverties du plaisir |
| Femmes en révolte                                          | Women in Revolt                                       | Paul Morrissey                       | États-Unis           | 41304 | Classé X pour pornographie en 1975                                   | |
| Je suis une call-girl ou Tous les chemins mènent à l'homme | Amanda - Le avventure erotiche di una ragazza squillo | Yves Coste                           | Belgique             | 41795 | Interdit aux mineurs en 1974 puis classé X pour pornographie en 1975 | |
| Rapport sur la vie sexuelle des apprenties (de)            | Lehrmädchen-Report                                    | Ernst Hofbauer                       | Allemagne de l'Ouest | 41648 |                                                                      | Titre alternatif: Les Apprenties de l'amour |
| Les Anges violés                                           | 犯された白衣 (Okasareta hakui)                        | Kōji Wakamatsu                       | Japon                | 41433 |                                                                      | |
| La brute, le bonze et le méchant                           | chinois : 馬永貞 ; pinyin : Ma Yong Zhen              | Chang Cheh                           | Hong Kong            | 41486 | Interdit aux mineurs en 1974                                         | Titre alternatif: Le Justicier de Shanghai |

#### 1974
En 1974, 42 interdictions totales furent prononcées envers des longs-métrages.
| Titre                   | Titre original      | Réalisateur       | Pays       | Visa  | Destin éventuel                                                      | Notes                                            |
| ----------------------- | ------------------- | ----------------- | ---------- | ----- | -------------------------------------------------------------------- | ------------------------------------------------ |
| Les marchands de filles | Die Mädchenhändler  | Erwin C. Dietrich | Suisse     | 42230 | Classé X pour pornographie en 1976                                   |                                                  |
| Sexe en vadrouille      | Blutjunge Masseusen | Erwin C. Dietrich | Suisse     | 42231 | Interdit aux mineurs en 1975 puis classé X pour pornographie en 1976 | Titres alternatifs: La Grande vadrouille du sexe |
| La Renarde              | Vixen               | Russ Meyer        | États-Unis |       | Classé X pour pornographie en 1975                                   |                                                  |

#### 1975
| Titre                  | Titre original                                | Réalisateur     | Pays       | Visa  | Destin éventuel | Notes |
| ---------------------- | --------------------------------------------- | --------------- | ---------- | ----- | --------------- | --- |
| L’aubergine est farcie | 0課の女 赤い手錠 (Zeroka no onna: Akai wappa) | Yukio Noda (ja) | Japon      | 43233 |                 | Parodie situationniste par René Viénet du film japonais original Les Menottes rouges (en). Interdit le 15 juin 1975 pour violence,. |
| L’esclave              | The Image                                     | Radley Metzger  | États-Unis |       |                 | Interdit pour sadisme à 17 voix pour et 1 bulletin nul,.                                                                            |
| Man of Iron (en)       | chinois : 仇连环 ; pinyin : Chou lian huan    | Chang Cheh      | Hong Kong  | 43147 |                 | Titre alternatif: Le Nouveau justicier de Shanghaï                                                                                  |

| Titre                      | Titre original              | Réalisateur | Pays       | Visa  | Destin éventuel                                 | Notes |
| -------------------------- | --------------------------- | ----------- | ---------- | ----- | ----------------------------------------------- | --- |
| Massacre à la tronçonneuse | The Texas Chainsaw Massacre | Tobe Hooper | États-Unis | 46788 | Classé X pour incitation à la violence en 1976, | La commission recommande l'interdiction totale en octobre 1975 mais le ministre ne prend aucune décision, ce qui équivaut à un refus implicite. Le film n'est pas listé dans le bulletin du CNC parmi les films frappés d'interdiction totale définitive au cours de l'année 1975. |

#### 1976
| Titre                         | Titre original      | Réalisateur        | Pays                                      | Visa  | Destin éventuel                  | Notes |
| ----------------------------- | ------------------- | ------------------ | ----------------------------------------- | ----- | -------------------------------- | --- |
| Né pour l'enfer               |                     | Denis Héroux       | France Italie Canada Allemagne de l'Ouest | 44092 | Sera interdit de nouveau en 1980 | |
| Exhibition 2                  |                     | Jean-François Davy | France                                    | 45569 | Interdit aux mineurs en 1978     | Interdit le 11 octobre 1976 pour sadisme,. Il s'agit également de la dernière interdiction d'exportation prononcée en France,.     |
| L'Hystérique aux cheveux d'or | Ingrid sulla strada | Brunello Rondi     | Italie                                    | 43499 |                                  | |
| American Justice (en)         | Tomcats             | Harry E. Kerwin    | États-Unis                                | 46247 |                                  | Titre alternatif : Viols et vengeance à Miami - American Justice Autres titres alternatifs: Le Justicier solitaire et Getting even |

#### 1977
| Titre                           | Titre original                     | Réalisateur      | Pays   | Visa  | Destin éventuel                                               | Notes                                                                                        |
| ------------------------------- | ---------------------------------- | ---------------- | ------ | ----- | ------------------------------------------------------------- | -------------------------------------------------------------------------------------------- |
| La grande défonce               |                                    | Richard Balducci | France | 46003 |                                                               | Titre alternatif : Délire collectif Interdit pour incitation à la toxicomanie,.              |
| Nathalie rescapée de l’enfer    |                                    | Alain Payet      | France | 47428 | Interdit aux mineurs en 1978 après quelques coupes.           | Titre alternatif : Nathalie dans l'enfer nazi Interdit pour sadisme,.                        |
| Pour une poignée de cacahouètes |                                    | Gabriel Chahine  | France | 48289 | Interdit aux moins de 13 ans en 1978 sans subir aucune coupe. | Titre alternatif : Le retour de Scratch dans le plus égale moins                             |
| Le Camp des filles perdues      | Lager SSadis Kastrat Kommandantur  | Sergio Garrone   | Italie | 46927 |                                                               | Titre alternatif : Horreurs nazies Interdit en juin 1977 pour atteinte à la dignité humaine. |
| L'Enfer des femmes              | SS Lager 5 - L'inferno delle donne | Sergio Garrone   | Italie | 47013 |                                                               |                                                                                              |

#### 1978
| Titre                | Titre original           | Réalisateurs  | Pays   | Visa  | Destin éventuel              | Notes                              |
| -------------------- | ------------------------ | ------------- | ------ | ----- | ---------------------------- | ---------------------------------- |
| Greta no man’s house | Greta - Haus ohne Männer | Jesús Franco  | Suisse | 48348 |                              | Aussi nommé Greta, la tortionnaire |
| Mosquito             | Mosquito der Schaender   | Marijan Vajda | Suisse | 49307 |                              |                                    |
| Poupées nazies       | La svastica nel ventre   | Mario Caiano  | Italie | 47505 | Interdit aux mineurs en 1983 | Titre alternatif: Fraulein SS      |
| Assaut sur la ville  | Napoli spara!            | Mario Caiano  | Italie | 48022 |                              |                                    |

#### 1979
Il s'agit des derniers films ayant subi des interdictions totales d'exploitation en France.
| Titre                    | Titre original                      | Réalisateur       | Pays       | Visa  | Destin éventuel                                         | Notes                                                        |
| ------------------------ | ----------------------------------- | ----------------- | ---------- | ----- | ------------------------------------------------------- | ------------------------------------------------------------ |
| L’Opale de feu           | Ópalo de fuego: Mercaderes del sexo | Jesús Franco      | France     | 50021 | Interdit aux mineurs en 1980.                           | Titre alternatif: Deux Espionnes avec un petit slip à fleurs |
| La Secte qui tue (en)    | Sweet Saviour                       | Robert L. Roberts | États-Unis | 49668 |                                                         | Titres alternatifs: Le messie du mal, Frenetic Party         |
| L’Homme d'Hollywood (en) | Hollywood Man                       | Jack Starrett     | États-Unis | 47600 |                                                         |                                                              |
| Opération Jaguar         | Italia a mano armata                | Marino Girolami   | Italie     | 48020 |                                                         | Titre alternatif: Brigade spéciale en action                 |
| Maison pour SS           | Casa privata per le SS              | Bruno Mattei      | Italie     | 50748 | Sera de nouveau totalement interdit en 1980.            | Titre alternatif: Hôtel du plaisir pour SS                   |
| L'Enfer des zombies      | Zombi 2                             | Lucio Fulci       | Italie     | 51299 | Interdit aux mineurs en 1980 après 4 minutes de coupes, |                                                              |

#### 1980
Il s'agit des dernières mesures d'interdiction totales d'exploitation prises en France; toutes portent sur des longs-métrages ayant déjà précédemment fait l'objet d'interdictions totales.
| Titre           | Titre original         | Réalisateur      | Pays                                      | Visa  | Destin éventuel               | Notes                  |
| --------------- | ---------------------- | ---------------- | ----------------------------------------- | ----- | ----------------------------- | ---------------------- |
| Né pour l'enfer |                        | Denis Héroux     | France Italie Canada Allemagne de l'Ouest | 44092 |                               | Déjà interdit en 1976  |
| La grande peur  |                        | Pierre Chevalier | France                                    | 48750 | Interdit aux mineurs en 1981. | Titre alternatif: Viol |
| Maison pour SS  | Casa privata per le SS | Bruno Mattei     | Italie                                    | 50748 | Interdit aux mineurs en 1984  | Déjà interdit en 1979  |